# Контрерас, Далия
Далия Мария Контрерас Риверо (исп. Dalia María Contreras Rivero; 20 сентября 1983, Лара) — венесуэльская тхэквондистка, член национальной сборной Венесуэлы. Бронзовый призёр Олимпийских игр 2008 года в Пекине. Серебряный призёр Панамериканских игр 2003 года. Участница Олимпийских игр 2004 года (заняла 8-е место).